# شیزوکا میورا
شیزوکا میورا (انگلیسی: Shizuka Miura; – ۳۱ ژانویهٔ ۲۰۱۰) نوازنده و گیتاریست اهل ژاپن بود.